# The New York Historical

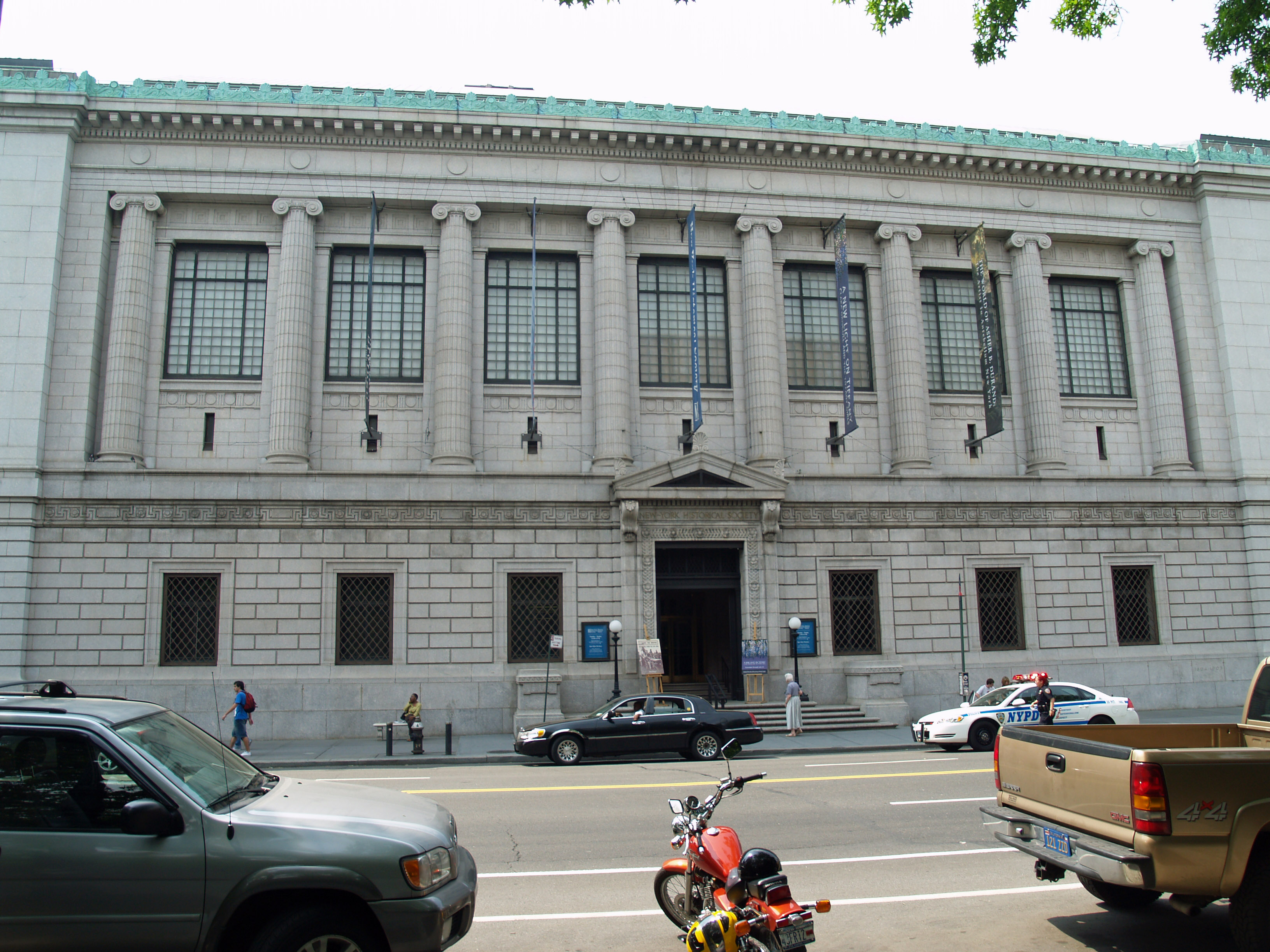
The New York Historical Gebäude

The New York Historical, bis Oktober 2024 bekannt als  „New-York Historical Society“, ist eine US-amerikanische Organisation mit Sitz in New York und setzt sich für die Erhaltung der Geschichte der Stadt ein. Der Verein betreibt ein Museum und eine Bibliothek an seinem Hauptsitz in Manhattan an der Ecke 77. Straße und Central Park West. Der Verein betreibt auch viele öffentliche Bildungsprogramme. Seit 2004 ist Louise Mirrer von der City University of New York Präsidentin.
Die Bildungs- und Forschungseinrichtung präsentiert Ausstellungen, öffentliche Programme und forscht über die Geschichte und ihr Einfluss auf die Welt von heute. Seit der Gründung im Jahr 1804 besteht die Aufgabe in der Erforschung der Geschichte der Stadt New York, des Bundesstaates New York sowie der Vereinigten Staaten. Außerdem dient sie als ein nationales Forum für die Diskussion und Prüfung von Fragen im Zusammenhang mit der Entstehung und Bedeutung der Geschichte. Das Museum beherbergt vier Jahrhunderte der Geschichte von New York. Das Gebäude beherbergt auch eine umfangreiche Bibliothek mit Handschriften, Zeitungen und anderen Dokumenten aus einem Zeitraum von 4 Jahrhunderten. „Da Bestehen einer so großen historischen öffentlichen Bibliothek in einem Gebäude, das ideal ist für die Aufbewahrung der schönen Ausstellungsstücke, ist eine große Bereicherung der kulturellen Reichhaltigkeit von New York City“  sagte Joyce Appleby, ein Geschichtsprofessor an der UCLA.

## Sammlungen

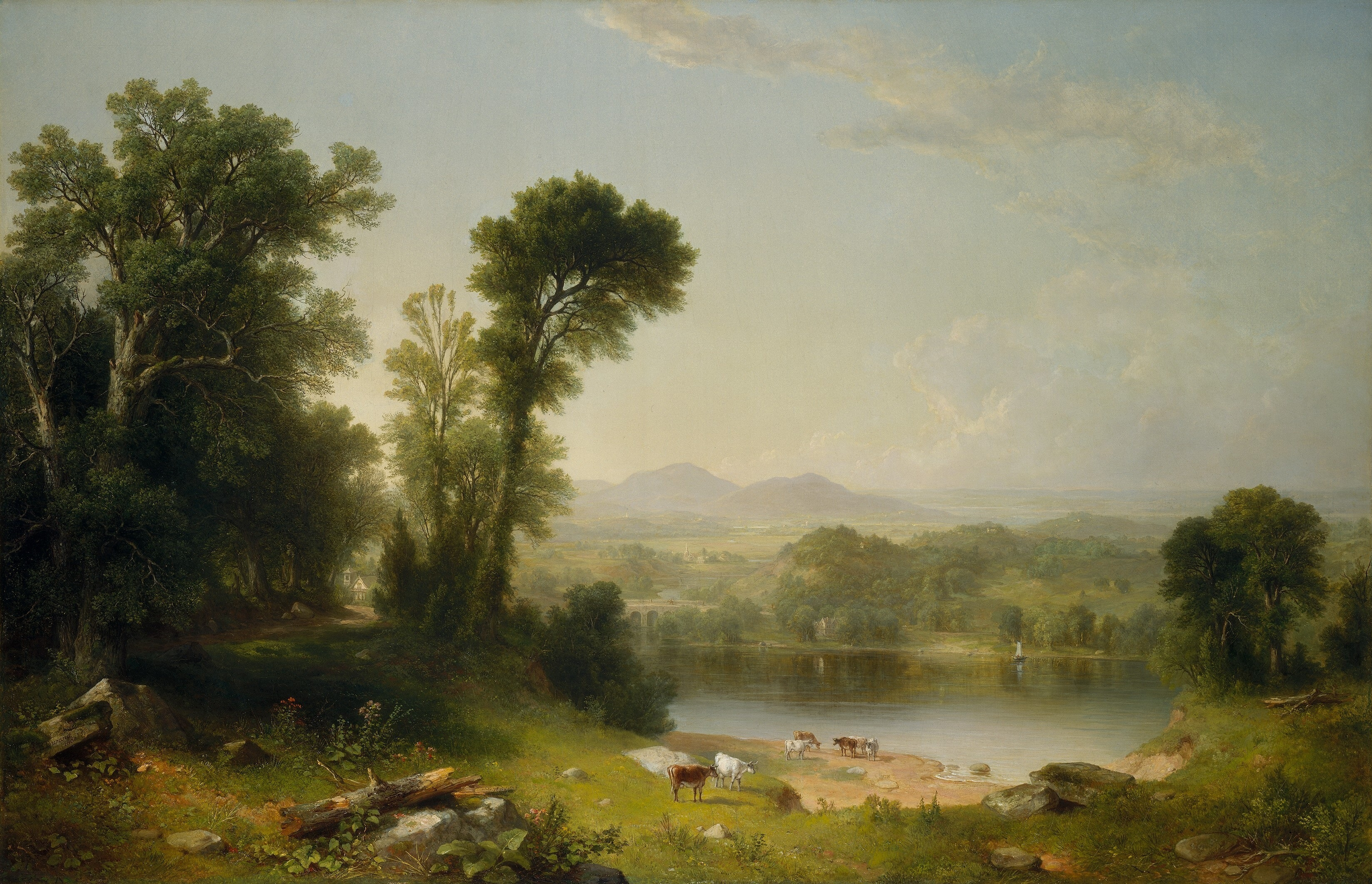
Ländliche Landschaft, 1861, Asher Brown Durand

Der Verein hält eine Sammlung von historischen Artefakten, US-amerikanischer Kunst und andere Materialien über die Geschichte der Vereinigten Staaten von Amerika und New York, und ist die Heimat einer unabhängigen Forschungsbibliothek und dem ältesten Museum von New York City. Die „Große Sammlung“ des Vereins umfasst mehr als 4,5 Millionen Dokumente, Bilder, Artefakte und Ephemera der amerikanischen Geschichte. Sie umfasst u. a. Sammlungen zu folgenden Themen:
- die Sklaverei
- den Sezessionskrieg und den Wiederaufbau
- alle 435 noch erhaltenen Aquarelle für sein Buch Birds of America
- Gemälde der  Hudson River School
- Unterlagen, die die soziale Dimensionen der frühen Geschichte der Vereinigten Staaten aufzeigen
- die größte bekannte Sammlung von Tiffany-Lampen
- weit reichende Materialien im Zusammenhang mit der Gründung und frühen Geschichte des Landes

Zusätzlich besitzt der Verein Gemälde und kunsthandwerkliche Gegenstände aus dem Besitz der ersten New Yorker Familien, z. B. den Beekmans, den Roosevelts, den Rapaljes und anderen. In seiner Sammlung „Die Kinder Rapalje“, gemalt von John Durand im Jahr 1768 und das als eines der schönsten Beispiele der kolonialen Malerei in Amerika gilt. Zu Ehren des Henry Luce III Center for the Study of American Culture, bemerkte Professor Steven Mintz von der University of Houston, dass das Center „eine unglaubliche Quelle der visuellen Mittel (und) von unschätzbarem Wert bei der Erforschung der Geschichte der Kinder und Familien und des Privatlebens.“

## Geschichte
Die New-York Historical Society wurde am 20. November 1804, vor allem durch die Bemühungen von John Pintard, gegründet. Pintard war einige Jahre der Geschäftsführer der American Academy of Fine Arts, außerdem war er der Gründer der ersten Sparkasse von New York. Außerdem war er einer der ersten, die sich für ein kostenloses Schulsystem einsetzten. Die erste Sitzung umfasste elf prominente Bürger der Stadt, darunter Bürgermeister DeWitt Clinton. Auf der Versammlung wurde ein Komitee zur Ausarbeitung einer Satzung gewählt, am 10. Dezember 1804 wurde der Verein gegründet.
Als im Jahr 1813 der erste Katalog gedruckt wurde, besaß der Verein 4.265 Bücher, sowie 234 Bände von Dokumenten der Vereinigten Staaten, 119 Almanache, 130 Zeitungstitel, 134 Karten und 30 verschiedene Darstellungen. Außerdem hatte man den Anfang einer Manuskript-Sammlung, verschiedene Porträt-Ölbilder und 38 Kupferstich-Porträts gesammelt.
Während der ersten Jahrzehnte litt der Verein unter hohen Schulden. Im Jahr organisierte der Verein eine Feier zum 200. Jahrestag der Ankunft von Henry Hudson im Hafen von New York. Von dieser Veranstaltung inspiriert, beantragte der Verein bei der Regierung des Staates New York eine finanzielle Unterstützung. Diese wurde zugesagt und sollte durch eine Lotterie finanziert werden. Das Fehlschlagen dieser Lotterie führte zu einer Verschuldung des Vereins, der dadurch gezwungen war einige seiner Bücher zu verpfänden, die aber 1823 wieder ausgelöst werden konnten.
Der Verein und seine Sammlungen zogen im 19. Jahrhundert häufig um. Im Jahr 1809 zogen der Verein und seine Sammlungen in das Regierungsgebäude von Bowling Grenn, das als Residenz für den Präsidenten der Vereinigten Staaten gebaut worden war, jedoch nach dem Umzug der Hauptstadt nach Philadelphia leer stand. 1816 zog der Verein wieder in das New Yorker Gebäude zurück, das früher das Armenhaus im City Hall Park war. Im Jahr 1857 bezog der Verein das erste speziell für seine Sammlungen gebaute Gebäude an der Kreuzung Second Avenue und 11th Street, wo er während der nächsten 50 Jahre blieb. Der Verein erwarb später eine Sammlung von ägyptischer und assyrischer Kunst, die später in das Brooklyn Museum verlagert wurde. Der zentrale Teil des heutigen Gebäudes an der Central Park West wurde im Jahr 1908 fertiggestellt.

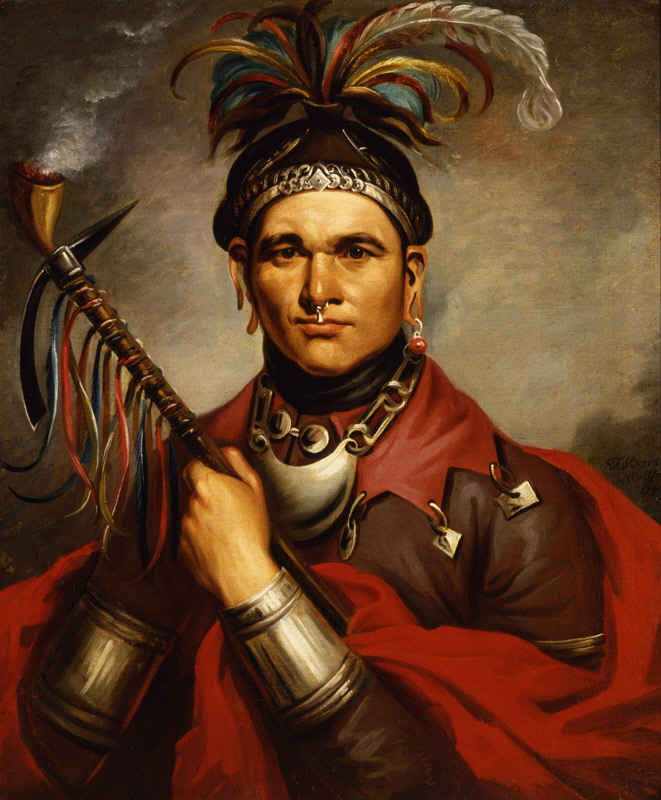
Corn Planter, F. Bratoli, 1796

In der Bücherei im 1. Stock befinden sich zwei außergewöhnliche Bleiglasfenster. Eines stellt die Ankunft von Henry Hudson dar und wurde von Herrn Calvert von der Gorham Manufaktur hergestellt. Das andere, auf der rechten Seite des Informationsstandes, wird das Hugenotten-Gedenk-Fenster, oder formeller „Der Widerruf des Edikts von Nantes“ genannt. Es ist eines der anerkanntesten Werke von M E. Tillinghast, da es ein großes schönes Fenster an einem leicht zu erreichenden Standort ist und es trägt in der unteren linken Ecke den Hinweis "Copyright July 1908. M.E. Tillinghast" und es ist in der unteren rechten Ecke mit ihrer Unterschrift "Mary Tillinghast Fecit 1908" signiert. Das Fenster ist von Russell Sage unterzeichnet, die auch an anderen Fenstern von M.E. Tillnghast mitgewirkt hat. Sie ist wahrscheinlich die wichtigste amerikanische Glasmalerin. Sie hat sieben Jahre als Partnerin von John La Farge gearbeitet, danach hat sie sich selbstständig gemacht. Davor hat sie in der Stickerei des Tiffany Studios gearbeitet. Sie lebte in einem aufwendig im französischen Stil dekorierten Appartement (#3 Washington Square N.), der Heimat einer Reihe von bekannten Künstlern, von William Glackens bis Edward Hopper. Hopper nutzte das Studio über ihrem Appartement, in dem sie im Dezember 1912 starb. Das Studio existiert noch heute hinter der Fassade der NYU School of Social Work.
Die Sammlung des Vereins wuchs während das 20. Jahrhundert an, aber erneute finanzielle Probleme in den 1970er und 1980er Jahren zwangen den Verein Anfang der 1990er Jahre den Zugriff auf die Sammlungen auf professionelle Forscher zu beschränken. 1988 wurden Hunderte von Gemälden, Kunstgegenständen und Artefakten verschimmelt und beschädigt in einem Lagerhaus in Manhattan aufgefunden. Viele der Gegenstände waren langfristige Leihgaben an das Museum. Zuschüsse von Stadt und Staat ermöglichen 1995 wieder den öffentlichen Zugang zum Museum, das von Betsy Gotbaum geleitet wurde. Jüngste private Spenden ermöglichtem dem Verein den Aufbau eines Online-Kataloges seiner Sammlung. Im Jahr 2005 gehörte der Verein zu den 406 Kunst- und Sozialeinrichtungen die eine Spende von 20 Millionen Dollar von der Carnegie Corporation unter sich aufteilen konnten. Diese Spende wurde durch eine anonyme Spende von Michael Bloomberg, dem Bürgermeister von New York, ermöglicht.

### Namensänderung und Erweiterung für amerikanische Demokratie
Im Oktober 2024 kündigte die New-York Historical Society an, ihren Namen in „The New York Historical“ zu ändern, um sich von anderen historischen Gesellschaften abzugrenzen und einen moderneren und zugänglicheren Eindruck zu vermitteln. Die Umbenennung soll laut Ken Weine, Senior Vice President und Chief Content Officer des Museums, die kulturelle Relevanz und den nationalen Einfluss der Institution betonen, da der Begriff „Society“ heutzutage als distanziert wahrgenommen werden könnte.
Parallel zur Namensänderung wird das Museum einen neuen Flügel zur Geschichte der amerikanischen Demokratie eröffnen, der nach den bedeutenden Spendern H.M. Agnes Hsu-Tang und Oscar L. Tang benannt wird. Der „Tang Wing for American Democracy“, gestaltet von Robert A.M. Stern Architects, soll 2026 eröffnet werden und neue Galerieräume, Klassenzimmer, ein Konservierungslabor und einen Dachgarten mit Blick auf den Central Park umfassen. Zu den geplanten Ausstellungsstücken zählen Artefakte wie ein Armstuhl von George Washington aus dem Senatssaal von Federal Hall und eine Sammlung von Dokumenten und Kunstwerken zur amerikanischen Geschichte.
Die Erweiterung wird auch die Heimat der „Academy for American Democracy“, einem Programm, das jährlich 30.000 Schülern demokratische Werte vermittelt. Zudem wird das „American LGBTQ+ Museum“ seinen Sitz im neuen Flügel haben, um die Geschichte der Bürgerrechte und die Bedeutung der LGBTQ+-Bewegung zu präsentieren.
Mit der neuen Ausrichtung und dem erweiterten Fokus auf Inklusion und Vielfalt soll nach dem Willen des Museums die Rolle New Yorks in der amerikanischen Geschichte verdeutlicht und gleichzeitig Themen von nationalem und gesellschaftlichem Interesse aufgegriffen werden.

## Bildung und öffentliche Programme
Das Museum unterstützt in jedem Jahr Studenten und Lehrer, bei Lernprogrammen und Lernplänen auf die speziellen Bedürfnisse von Studenten und Lehrern anzupassen, nicht nur während ihres Aufenthalts im Museum, sondern auch an ihren Einrichtungen. Jedes Jahr ist das Museum Gastgeber von zehntausenden von Studenten. Der Verein bietet Programme an, wie z. B. eine objekt-basierte Lerntechnik, die Studenten unterstützt ihre eigenen Perspektiven der Geschichte zu entwickeln, indem sich mit den Primärquellen und materiellen Kulturgütern auseinandersetzen. Zu den neuen Projekten gehört das American Musicals Project, das Lehrer mit zahlreichen Stundenplänen versorgt, die alle verschiedenen Musicals nutzten, um den Schülern verschiedene Perioden der amerikanischen Geschichte nahezubringen. The New York Historical bietet für die Öffentlichkeit zugängliche Programme und Vorträge. Außerdem bietet The New York Historical eine Reihe „Geschichte zum Anfassen“-Wochenenden, an denen Kinder und Familien durch das Nachspielen von historischen Geschichten und anderen Aktivitäten spielerisch etwas über wichtige historische Ereignisse lernen.